# Східний часопис

.

«Східний часопис» — щотижнева газета, яка виходила в Донецьку у 1992–1997 роках. Разовий наклад 10-5 тис. прим. Засновник — Донецьке обласне Товариство української мови ім. Т. Г. Шевченка (ДТУМ),
НРУ
Фундаторська редакційна колегія: Голова ДТУМ, член Проводу Донецької Крайової Організації Руху, В.Білецький, члени Правління ДТУМ В.Оліференко і М.Тищенко, Ілля Шутов, члени ДТУМ, журналісти Анатолій Єременко, Світлана Єременко, Олег Пашкевич.

## Коротка історія видання

Перші числа вийшли як додаток до «Сільської Донеччини», від якої видання курував журналіст Володимир Ільїн. У 1992 р. газета була підтримана Фондом Дж. Сороса (грант від ДТУМ на проєкт «Східноукраїнська регіональна газета» на $ 7 500 США), Фондом Івана Багряного, у 1996 р. — фондом «Євразія» і Фундацією Олега Ольжича в Києві (Микола Плав'юк). Заснування газети привітали народні депутати Дмитро Павличко, В'ячеслав Чорновіл, Лесь Танюк, голова видавництва «Смолоскип» Осип Зінкевич, Генеральний секретар Світового Конґресу Вільних Українців Василь Верига.
Тривалий час редакцію газети складали: к.х.н. М.Тищенко (в.о. головного редактора), к.т.н. В.Білецький (заступник головного редактора), Св. Єременко (єдиний в редколегії професійний журналіст), юрист I.Шутов та інженер Г.Бутко. В.Білецький у 1995 році вийшов із складу редакційної колегії внаслідок незгоди з редакційною політикою на «завуження» тематики газети і її надмірної заполітизації, що вело до втрати масовості видання і фактичного його згортання.
За 5 років існування газети (1992-96 рр.) видано 161 її номер. Причому‚ якщо у 1992 р. — тільки 14‚ то у 1993 р. вже 38‚ 1994 р. — 51‚ у 1995 р. — 37‚ а у 1996 р. знову тільки 21. Початковий обсяг газети — 4 друкованих аркуші тримався стабільно до 1995 р.‚ а в останній рік виходу коливався від номера до номера в межах 2-4 друкованих аркуші. Скорочення більш ніж удвічі накладу‚ і зменшення чисел та обсягу красномовно свідчили про поступове згортання видання газети . Пошук «власного обличчя» і власної «ніші» газети так і не закінчився успіхом. У порівняно стабільний період (1993–1995 рр.) переважала багатоплановість тематики газети, що, очевидно, і приваблювало читача.
У останній період свого існування газета видавалася під одноосібним керівництвом Миколи Тищенка і зійшла на радикально-праві позиції і припинила своє існування. Очевидні причини цього полягають і у непрофесіоналізмі‚ аматорстві в галузі ЗМІ‚ і у відході від первинної концепції багатотемної української (економіка, політика, культурологія, спорт, цікавинки тощо) газети для власне пересічного жителя Донбасу.
З 1993 р. газета випускала щомісячний додаток — Козацький край.

## Підсумок
Таким чином, проблема україномовної преси на Донбасі дійсно існує, але, як показує досвід — в рамках фахового підходу і розмірів фінансування, досконалого менеджменту проєкту, що і є запорукою успіху. Інших принципових стримуючих факторів немає (в тому числі і мовного чинника). «Східний часопис» підтвердив такий вислід тривалим часом своєї роботи в регіоні.

## Спроба відродження газети "Східний часопис"
Один з провідних кореспондентів газети Гліб Шантгай 16 травня 2016 р. створив на Фейсбуці сторінку спільноти "Східний часопис" де заафішовано наміри відновлення газети і її актуальність для сьогодення.